# Districtul Khong Chiam
Khong Chiam (în thailandeză โขงเจียม) este un district (Amphoe) din provincia Ubon Ratchathani, Thailanda, cu o populație de 32.693 de locuitori și o suprafață de 765,0 km².

## Componență
Districtul este subdivizat în 5 subdistricte (tambon), care sunt subdivizate în 50 de sate (muban).
| Nr. | Nume           | În thailandeză | Sate | Locuitori |  |
| --- | -------------- | -------------- | ---- | --------- |  |
| 1.  | Khong Chiam    | โขงเจียม        | 14   | 8,039     |  |
| 2.  | Huai Yang      | ห้วยยาง         | 9    | 7,457     |  |
| 3.  | Na Pho Klang   | นาโพธิ์กลาง      | 9    | 6,895     |  |
| 4.  | Nong Saeng Yai | หนองแสงใหญ่     | 9    | 5,104     |  |
| 5.  | Huai Phai      | ห้วยไผ่          | 9    | 5,198     |  |